# Sankt Jakob im Rosental
Pour les articles homonymes, voir Sankt Jakob.
Sankt Jakob im Rosental (en slovène : Šentjakob v Rožu) est une commune (Marktgemeinde) autrichienne du district de Villach-Land, en Carinthie.

## Géographie
Le territoire communal s'étend du bord de la Drave au nord jusqu'aux hauteurs du massif des Karavanke dont la crête constitue la frontière entre l'Autriche et la Slovénie.

## Histoire

Autel des saints auxiliateurs dans l'église Sankt Jakob. Œuvre réalisée probablement par Lukas Tausmann, en 1515.